# ونسا سوارز
ونسا الکساندرا سوارز تریولا (زاده ۹ سپتامبر ۱۹۹۱) یک هنرپیشه، خواننده و مدل ونزوئلایی است. سوارز در کاراکاس ونزوئلا به دنیا آمد. او در دبیرستان در Colegio El Angel کاراکاس تحصیل کرد. او در سال ۲۰۱۱ از دانشگاه سانتا ماریا فارغ‌التحصیل شد.